# Districte del Centre (Palma)

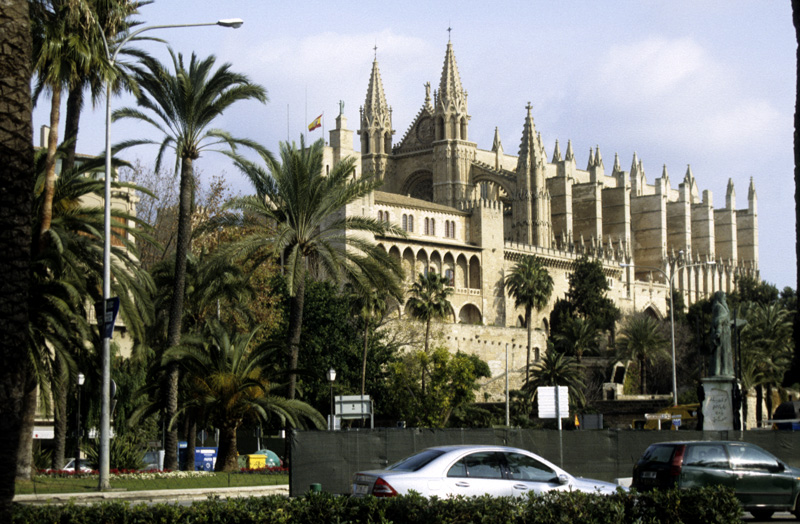
La Seu

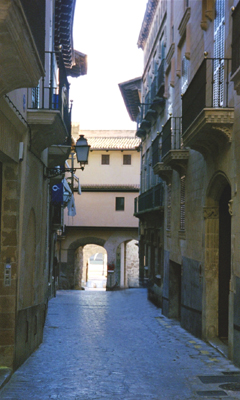
Un carrer estret del centre de Palma

El districte del Centre és una de les cinc zones administratives en què s'ha dividit el terme municipal de Palma i està format pels barris següents:
- La Calatrava
- Cort
- Jaume III
- La Llotja-Born
- El Mercat
- La Missió
- Monti-sion
- Plaça dels Patins
- Puig de Sant Pere
- Sant Jaume
- Sant Nicolau
- La Seu
- El Sindicat

A més, també hi ha aquestes zones que no són pròpiament barris:
- Zona portuària
- Subarxipèlag de Cabrera